# Jonathan Trelawny, III baronetto
Sir Jonathan Trelawny, III baronetto (Trelawne, 24 marzo 1650 – Chelsea, 19 luglio 1721), è stato un vescovo anglicano britannico.

## Biografia
Terzo figlio di Sir Jonathan Trelawny, II baronetto e Mary Seymour, fu ordinato sacerdote nel 1673. Insieme a suo fratello, il generale Charles Trelawny, aiutò a reprimere le ribellioni dei nobili contro la corona. Il re Giacomo II, per gratitudine, lo fece cavaliere e lo promosse vescovo di Bristol nel 1685.
Nonostante la sua lealtà alla corona, Trelawny fu uno dei sette vescovi che si opposero alla Dichiarazione di Indulgenza del 1687, con la quale il re garantì tolleranza religiosa ai cattolici. I vescovi furono imprigionati nella Torre di Londra per tre settimane, processati e assolti. Questi eventi hanno portato alla Gloriosa Rivoluzione.
Nel 1688, con l'intronizzazione del protestante Guglielmo III, divenne vescovo di Exeter e nel 1707 di Winchester. Morì nel 1721 e fu sepolto nella sua città natale.
Dal matrimonio con Rebecca Hele ebbe dodici figli, il quarto dei quali, Henry Trelawny, prese parte alla guerra di successione spagnola, a difesa di Barcellona dall'assedio del 1705.
Trelawny è anche noto per aver recitato nella canzone "The Song of the Western Men", composta nel 1825 da RS Hawker, vicario di Morwenstow, in memoria degli eventi del 1688, che considera l'inno della Cornovaglia e, al suo ritorno, dice: "And shall Trelawny die?" (E morirà Trelawny?) Ed è conosciuto con quel nome o semplicemente con "Trelawny".

## Genealogia episcopale
La genealogia episcopale è:
- Cardinale Vital du Four
- Arcivescovo John de Stratford
- Vescovo William Edington
- Arcivescovo Simon Sudbury
- Vescovo Thomas Brantingham
- Vescovo Robert Braybrooke
- Arcivescovo Roger Walden
- Vescovo Henry Beaufort
- Cardinale Thomas Bourchier
- Arcivescovo John Morton
- Vescovo Richard Foxe
- Arcivescovo William Warham
- Vescovo John Longland
- Arcivescovo Thomas Cranmer
- Vescovo William Barlow
- Arcivescovo Matthew Parker
- Arcivescovo Edmund Grindal
- Arcivescovo John Whitgift
- Arcivescovo Richard Bancroft
- Arcivescovo George Abbot
- Arcivescovo George Montaigne
- Arcivescovo William Laud
- Vescovo Brian Duppa
- Arcivescovo Gilbert Sheldon
- Vescovo Henry Compton
- Arcivescovo William Sancroft
- Vescovo Jonathan Trelawny